# Kenneth More
Kenneth Gilbert More (Gerrards Cross, 20 september 1914 - Londen, 12 juli 1982) was een Engels acteur. Voor zijn rol in Doctor in the House won hij in 1955 een BAFTA Award, waarvoor hij ook in 1954 (voor Genevieve), 1956 (voor The Deep Blue Sea) en 1957 (voor Reach for the Sky) werd genomineerd. Voor The Deep Blue Sea kreeg hij in 1955 de Volpi Cup op het Filmfestival van Venetië.
More maakte in 1935 zijn officiële film- en acteerdebuut in Look Up and Laugh. In de eerste drie filmtitels op zijn cv was hij niettemin 'slechts' edelfigurant. Zijn 'echte' debuut volgde in 1946, met een naamloze rol in School for Secrets. More bouwde zijn oeuvre vervolgens uit tot meer dan 45 films, meer dan vijftig inclusief televisiefilms.
More was van 1939 tot en met 1946 getrouwd met zijn eerste echtgenote Beryl Johnstone. Met haar kreeg hij in 1941 dochter Susan Jane More. Zijn tweede huwelijk (1952-1967) was dat met Mabel Edith 'Bill' Barkby, waaruit in 1954 ook een dochter voortkwam, Sarah Elizabeth More. Hij trouwde in 1968 vervolgens met zijn derde en laatste echtgenote, de 26 jaar jongere actrice Angela Douglas. Zij en More bleven samen tot hij op 67-jarige leeftijd overleed aan de gevolgen van de Ziekte van Parkinson.

## Filmografie
*Exclusief zeven televisiefilms
| - The Spaceman and King Arthur (1979) - Leopard in the Snow (1978) - The Slipper and the Rose: The Story of Cinderella (1976) - Viaje al centro de la Tierra (1976, aka Journey to the Center of the Earth) - Scrooge (1970) - Battle of Britain (1969) - Oh! What a Lovely War (1969) - Fräulein Doktor (1969) - The Mercenaries (1968) - The Collector (1965) - The Comedy Man (1964) - The Longest Day (1962) - Some People (1962) - We Joined the Navy (1962) - The Greengage Summer (1961) - Man in the Moon (1960) - Sink the Bismarck! (1960) - North West Frontier (1959) - The 39 Steps (1959) - The Sheriff of Fractured Jaw (1958) - Next to No Time (1958) - A Night to Remember (1958) - The Admirable Crichton (1957) - Reach for the Sky (1956) | - The Deep Blue Sea (1955) - Raising a Riot (1955) - The Man Who Loved Redheads (1955, stem) - Doctor in the House (1954) - Our Girl Friday (1953) - Genevieve (1953) - Never Let Me Go (1953) - The Yellow Balloon (1953) - Brandy for the Parson (1952) - Appointment with Venus (1951) - No Highway (1951) - The Galloping Major (1951) - The Franchise Affair (1951) - The Clouded Yellow (1950) - Chance of a Lifetime (1950) - Morning Departure (1950) - Stop Press Girl (1949) - Now Barabbas (1949) - Man on the Run (1949) - Scott of the Antarctic (1948) - School for Secrets (1946) - Carry on London (1937) - Windmill Revels (1937) - Look Up and Laugh (1935) |

## Televisieseries
*Exclusief eenmalige gastrollen
- An Englishman's Castle - Peter Ingram (1978, drie afleveringen)
- Father Brown - Father Brown (1974, dertien afleveringen)
- Six Faces - Richard Drew (1972, zes afleveringen)
- The Forsyte Saga - 'Young Jolyon' Forsyte (1967, vijftien afleveringen)
- Lord Raingo - Sam Raingo (1966, vier afleveringen)

- Biblioteca Nacional de España: XX1075106
- Bibliothèque nationale de France: cb140710879 (data)
- Gemeinsame Normdatei: 141424931
- International Standard Name Identifier: 0000 0001 0901 1898
- Library of Congress Control Number: n89655137
- MusicBrainz: 4b6b5414-9043-4741-9f20-562ef61ae780
- Nationale Bibliotheek van Israël: 987007367100705171
- Nederlandse Thesaurus van Auteursnamen: 07186797X
- SNAC: w6c109p8
- Système universitaire de documentation: 134095987
- Trove: 1131720
- Virtual International Authority File: 51894875
- WorldCat: E39PBJp63MbfkB9M9k9bM6ptrq